# Mezium
Mezium (лат.) — род жесткокрылых насекомых семейства притворяшек.

## Описание
Голова и переднеспинка в жёлтом опушении. Вертлуги задних ног короткие, обычного размера.

## Экология
Несколько видов являются вредителями в муке или других продовольственных товаров

## Классификация
Включает следующие виды
- Mezium affine Boieldieu, 1856
- Mezium africanum Borowski, 2009
- Mezium andreaei Pic, 1953
- Mezium colossosetum Philips and Dickmann, 2009
- Mezium giganteum Escalera, 1914
- Mezium glabrum Borowski, 2009
- Mezium gracilicorne Pic, 1902 = syn. Mezium namibiensis Bellés, 1984[2]
- Mezium horridum Lindberg, 1950
- Mezium pseudafricanum Borowski, 2009
- Mezium pseudamericanum Borowski, 2009
- Mezium setosum Borowski, 2009
- Mezium sulcatum  (Fabricius, 1781) = syn. Mezium americanum  (Laporte, 1840)[2]

## Распространение
Большинство представители рода встречаются в Африке и на Канарских островах. Виды Mezium affine и Mezium americanum являются космополитами.